# 1956-os Formula–1 monacói nagydíj
Az 1956-os Formula–1-es világbajnokság második futama a monacói nagydíj volt.

## Futam

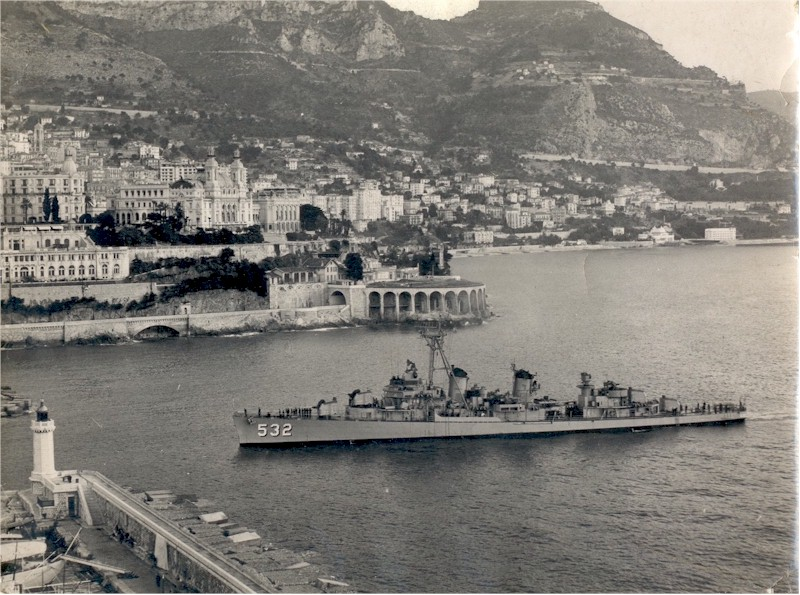
Monaco látképe

Az 1956-os versenyen a győzelmet a Maserati 250F volánjánál ülő 
Stirling Moss szerezte meg, aki az első körtől a verseny végéig 
vezette a versenyt. Fangio Lancia-Ferrarijának hátsó kereke a 32. 
körben a Sainte-Devote kanyarban nekiütközött a falnak és megsérült. 
Az argentin autójával Eugenio Castellotti folytatta a versenyt, ő még a 20. körben esett ki kuplungmeghibásodás miatt. Fangio Peter Collins D50-es versenyautójával folytatta a versenyt és végül második lett.

|    | Rsz. | Versenyző                              | Csapat   | Körök | Idő/Kiesések    | Rajthely | Pontok |
| -- | ---- | -------------------------------------- | -------- | ----- | --------------- | -------- | ------ |
| 1  | 28   | Stirling Moss                          | Maserati | 100   | 3:00'32,9       | 2        | 8      |
| 2  | 26   | Peter Collins Juan Manuel Fangio       | Ferrari  | 100   | +6,1            | 9        | 3 4    |
| 3  | 30   | Jean Behra                             | Maserati | 99    | +1 kör          | 4        | 4      |
| 4  | 20   | Juan Manuel Fangio Eugenio Castellotti | Ferrari  | 99    | +1 kör          | 1        | 1,5    |
| 5  | 6    | Hernando da Silva Ramos                | Gordini  | 93    | +7 kör          | 14       | 2      |
| 6  | 4    | Élie Bayol André Pilette               | Gordini  | 88    | +12 kör         | 11       |        |
| 7  | 32   | Cesare Perdisa                         | Maserati | 86    | +14 kör         | 7        |        |
| 8  | 18   | Horace Gould                           | Maserati | 85    | +15 kör         | 16       |        |
| Ki | 2    | Robert Manzon                          | Gordini  | 90    | Baleset         | 12       |        |
| Ki | 8    | Louis Rosier                           | Maserati | 72    | Motor           | 15       |        |
| Ki | 20   | Eugenio Castellotti                    | Ferrari  | 14    | Kuplung         | 3        |        |
| Ki | 14   | Maurice Trintignant                    | Vanwall  | 13    | Túlhevülés      | 6        |        |
| Ki | 16   | Harry Schell                           | Vanwall  | 2     | Baleset         | 5        |        |
| Ki | 24   | Luigi Musso                            | Ferrari  | 2     | Baleset         | 8        |        |
| NK | 36   | Giorgio Scarlatti                      | Ferrari  |       | Nem kvalifikált |          |        |
| Vi | 10   | Mike Hawthorn                          | BRM      |       | Szelephiba      |          |        |
| Vi | 12   | Tony Brooks                            | BRM      |       | Szelephiba      |          |        |
| Vi | 34   | Louis Chiron                           | Maserati |       | Motorhiba       |          |        |

### Statisztikák
- Stirling Moss 2. GP győzelme, Juan Manuel Fangio 20. pole-pozíciója (R), 18. leggyorsabb köre (R)
- Maserati 4. GP győzelme
- A versenyben vezetett:
  - Stirling Moss 100 kör (1-100)

Tony Brooks első versenye.